# Ingolf Roßberg

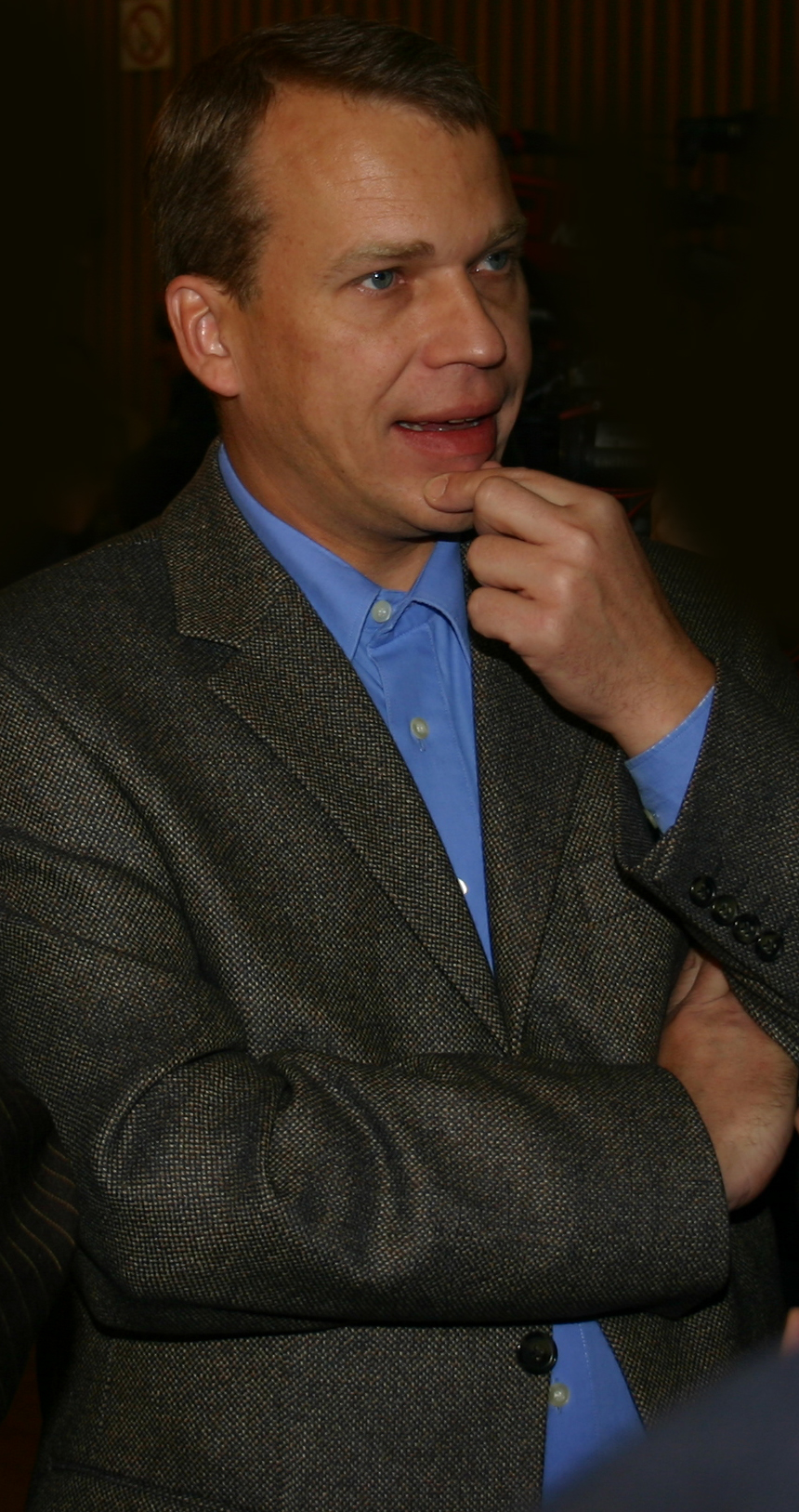
Ingolf Roßberg, 2005

Ingolf Roßberg (* 22. März 1961 in Dresden) ist ein ehemaliger deutscher Politiker (ehemals FDP). Er war von 2001 bis 2008 Oberbürgermeister von Dresden und arbeitet als freier Berater für Verkehrsmanagement für ein Hamburger Unternehmen.

## Ausbildung
Ingolf Roßberg absolvierte in Leipzig zunächst eine Ausbildung bei der Deutschen Reichsbahn, die er als Facharbeiter abschloss.
Nach seinem Grundwehrdienst in der NVA studierte er ab 1982 an der Hochschule für Verkehrswesen in Dresden und erhielt dort sein Diplom als Verkehrsingenieur. Während dieser Zeit arbeitete er als Werkstudent als Straßenbahnfahrer bei den Dresdner Verkehrsbetrieben. Dem schloss sich eine Zeit als Forschungsstudent an dieser Hochschule an.
2007 wurde ihm von der TU Ostrava das Doktorat als Ph. D. verliehen.

## Beigeordneter in Dresden, Radebeul und Wuppertal (1990–2001)
1980 in die LDPD eingetreten, war Roßberg von 1989 bis 1990 für sie Mitglied der Dresdner Stadtverordnetenversammlung und wurde im November 1990 einer der ersten frei gewählten Fraktionsvorsitzenden seit 1952. In den Kommunalwahlen im Mai 1990 wiedergewählt, wurde er 1990 als Beigeordneter für Stadtentwicklung (damalige Bezeichnung in Dresden: Dezernent) berufen, legte sein Stadtratsmandat nieder und wirkte in dieser Eigenschaft bis 1994.
Bei der Dresdner Oberbürgermeisterwahl 1994 trat er als Kandidat der FDP an und unterlag dem Amtsinhaber Herbert Wagner (CDU). Bei parallel dazu stattfindenden Wahlen wurde er in den Dresdner Stadtrat gewählt, dessen Mitglied er bis zum Ende der Legislaturperiode im Jahre 1999 blieb.
Währenddessen war er von 1994 bis 2000 Stellvertreter des Oberbürgermeisters von Radebeul (Erster Beigeordneter, nach dem Inkrafttreten der neuen Sächsischen Gemeindeordnung am 1. März 1995 Erster Bürgermeister). In dieser Zeit schrieb er die monatliche Kolumne im Dresdner Kulturmagazin.
Im Jahre 2000 wurde Roßberg in Wuppertal als Beigeordneter für Stadtentwicklung, Bauen und Verkehr gewählt. Das Amt übte er ein Jahr aus. In diesem Jahr fand von Wuppertal ausgehend die NRW-Korruptionsaffäre statt, eine Spendenaffäre, die Roßberg in der Stadtverwaltung direkt miterlebte.

## Oberbürgermeister von Dresden (2001–2008)

### Wahl
Ende des Jahres 2000 wurde er von der überparteilichen Initiative OB für Dresden gebeten, wieder als Kandidat gegen den amtierenden Oberbürgermeister Herbert Wagner anzutreten. Roßbergs Kandidatur auf Vorschlag dieser Bürgerinitiative wurde von der SPD, Bündnis 90/Die Grünen, der PDS, Teilen der FDP und anderen Gruppierungen unterstützt. Führende Politiker der FDP auf Kreis-, Landes- und Bundesebene hatten dagegen versucht, seine Kandidatur zu verhindern. Ingolf Roßberg wurde im zweiten Wahlgang am 24. Juni 2001 mit 47,1 % gegen Herbert Wagner (40 %) und Wolfgang Berghofer (12,2 %) zum Oberbürgermeister der Landeshauptstadt Dresden gewählt.

### Wesentliche Entscheidungen
Während Roßbergs Amtszeit wurden umfangreiche Sanierungen und Neubauten, vor allem in der Innenstadt, etwa am Neumarkt und am Postplatz begonnen oder abgeschlossen.
2004 holte Roßberg die Schacholympiade 2008 nach Dresden.
Durch den umstrittenen Verkauf der städtischen Wohnungsbaugesellschaft WOBA Dresden im Jahr 2006 wurde Dresden zur ersten schuldenfreien Großstadt Deutschlands.
In Roßbergs Amtszeit fällt die Aufnahme des Dresdner Elbtals ins UNESCO-Weltkulturerbe. Er war Vorsitzender des Kuratoriums Welterbe Dresdner Elbtal. Ab Herbst 2005 bis zu seiner Suspendierung stand Roßberg unter anderem wegen seines Verhaltens in der Kontroverse um die Waldschlößchenbrücke und um die mögliche Aberkennung des Weltkulturerbe-Titels in der Kritik. Ihm wurde vorgeworfen, nicht schnell und ernsthaft genug auf die Kritik der UNESCO reagiert und dadurch zur Eskalation der Angelegenheit beigetragen zu haben. Allerdings verwies Roßberg immer wieder darauf, dass der Brückenbau Bestandteil des Antrages an die UNESCO war: Er umfasste etwa 10 km² und wurde der erst zwei Jahre vor dem Antrag der Stadt Dresden von der UNESCO neu geschaffenen Kategorie „Lebendige Kulturlandschaft“ zugeordnet.

### Vorwürfe
In den Tagen der „Jahrhundertflut“ 2002 stand Roßberg als Leiter des Katastrophenstabes an Dresdens Stadtspitze. Über den von ihm zur Koordinierung für den Wiederaufbau eingesetzten Rainer Sehm, mit dem er eng zusammenarbeitete, stolperte er später. Sehm hatte die von der Stadt gezahlten Honorare, obwohl in Privatinsolvenz befindlich, an seinem Insolvenzverwalter vorbeigeschleust: Von den 2005 gegen ihn erhobenen Vorwürfen hatte nach mehreren Prozessen 2008 lediglich der Vorwurf der Beihilfe zum Bankrott zugunsten des 2017 verstorbenen Flutkoordinators Sehm rechtlich Bestand. Aufgrund der Vorwürfe gegen Roßberg wurde er vom Regierungspräsidium Dresden laut Mitteilung vom 16. Mai 2006 mit sofortiger Wirkung von seinem Amt als Oberbürgermeister suspendiert. Ein darauf bezogenes Disziplinarverfahren wurde 2009 vorbehaltlos eingestellt.

### Funktionen
Während seiner Zeit als Oberbürgermeister war er kraft Amtes Vorsitzender des Verwaltungsrates der Stadtsparkasse Dresden. In dieser Eigenschaft trieb er deren Vereinigung mit den Landkreisen, insbesondere der Sparkasse Elbtal-Westlausitz zur Ostsächsischen Sparkasse Dresden maßgeblich voran, deren erster Verwaltungsratsvorsitzender er gleichfalls war. Als Verwaltungsratsvorsitzender der Dresdner Sparkasse war er kraft Gesetzes Mitglied im Verwaltungsrat der Landesbank Sachsen und des Ostdeutschen Sparkassen- und Giroverbandes. Kraft Amtes gehörte er auch dem Kuratorium der Stiftung Frauenkirche Dresden an.
Er war gewählt als Vorsitzender des Aufsichtsrates der Dresdner Verkehrsbetriebe AG sowie der Technische Werke Dresden GmbH, das ist die Holding der technischen Unternehmen der Stadt Dresden. Er war Mitglied des Aufsichtsrates der Verkehrsgesellschaft Meißen GmbH und der Verkehrsverbund Oberelbe GmbH. Gleichfalls war er Aufsichtsratsvorsitzender der Wohnbau Nordwest GmbH, deren Fusion mit der Südost Woba Dresden GmbH zur WOBA Dresden GmbH er vorantrieb, bis das Unternehmen 2006 zu 100 % an die GAGFAH veräußert wurde.

## Rückzug aus der Politik
Zum Ende der Legislaturperiode erklärte er Anfang 2008, nicht erneut zur Wahl anzutreten. Eine Fortsetzung seiner politischen Laufbahn gelang ihm nicht. Seit Herbst 2009 ist er in seinem erlernten Beruf als Verkehrsingenieur für eine Hamburger Firma im In- und Ausland tätig. Er setzte sich für die Hilfsbedürftigenorgansation Dresdner Tafel e. V. ein. Seit 2011 ist er 1. Vorsitzender (2011–2012 amtierend, seit 2012 gewählt) der Deutschen Johann Strauss Gesellschaft mit Sitz in Coburg und verantwortlicher Redakteur der mehrmals jährlich erscheinende Zeitschrift Neues Leben (benannt nach der Polka française Neues Leben, op. 278 von Strauss (Sohn)) als Magazin für Freunde und Liebhaber der Musik von Johann Strauss (Sohn) und der Wiener Operette tätig und ist dort selbst Autor.

## Privates
Ingolf Roßberg ist verheiratet und hat drei Kinder. Er lebt mit seiner Familie in Dresden-Plauen.